# Pareryssamena fuscosignata
Pareryssamena fuscosignata är en skalbaggsart som beskrevs av Stefan von Breuning 1969. Pareryssamena fuscosignata ingår i släktet Pareryssamena och familjen långhorningar. Inga underarter finns listade i Catalogue of Life.